# Hattieville
Hattieville är en ort i Belize. Den ligger i distriktet Belize, i den centrala delen av landet, 50 km nordost om huvudstaden Belmopan. 